# Pipilo maculatus
Pipilo maculatus е вид птица от семейство Овесаркови (Emberizidae).

## Разпространение
Видът е разпространен в Гватемала, Канада, Мексико и САЩ.